# Джонстън (окръг, Северна Каролина)
Окръг Джонстън (на английски: Johnston County) е окръг в щата Северна Каролина, Съединени американски щати. Площта му е 2062 km², а населението – 191 450 души (2016). Административен център е град Смитфийлд.